# Kha (họ)

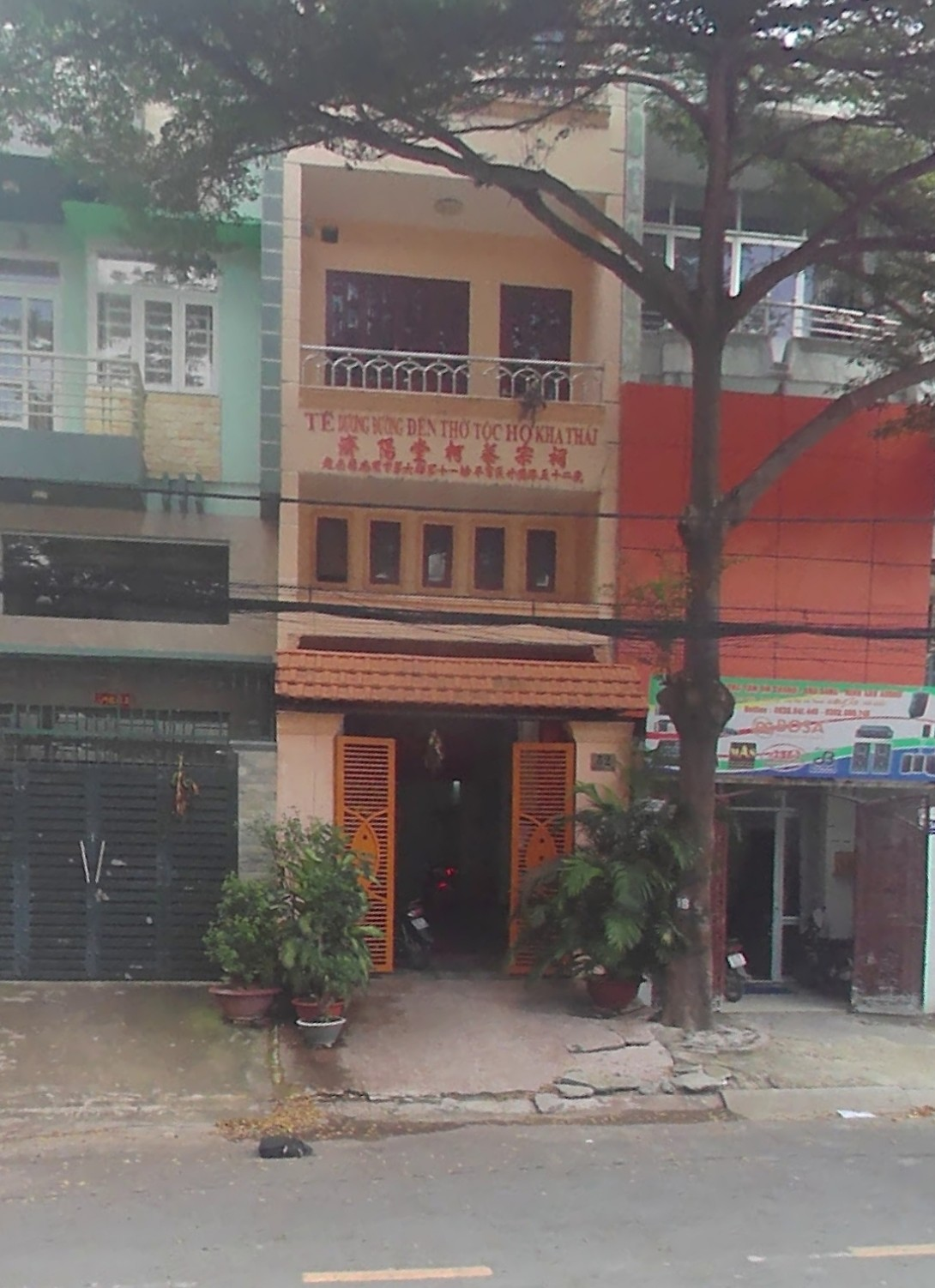
Tế Dương Đường Tộc Họ Kha Thái

Họ Kha (chữ Hán: 柯; bính âm: kē), là một họ ít phổ biến ở Việt Nam nhưng tương đối phổ biến ở Trung Quốc (đã từng có mặt trong top 100 họ phổ biến nhất. Trước năm 1975 họ này sống ở Việt Nam rất nhiều, nhưng hiện nay đã di cư sang nước ngoài hết. Họ này đứng thứ 164 trong danh sách Bách gia tính.
Họ này có quan hệ mật thiết với họ Thái, theo truyền thuyết thì họ Thái hồi xưa là họ Kha, nhưng do có mâu thuẫn với gia đình, nên đã chuyển sang họ Thái. Hiện nay, ở Việt Nam, có một đền thờ họ Kha Thái là Tế Dương Đường ở 52 đường số 20 phường 11 quận 6 TPHCM Thành phố Hồ Chí Minh.